# 25º Reggimento fanteria "Bergamo"
Il 25º Reggimento fanteria "Bergamo" è stata un'unità del Regio esercito italiano.

## Storia
Il 1° novembre 1859, in un'Italia ancora in fermento dopo la Seconda Guerra d'Indipendenza, un nuovo capitolo si scriveva nella storia dell'esercito piemontese. Con la ricostituzione della Brigata Bergamo, un'unità militare di consolidata tradizione, nasceva ad Alessandria il 25° Reggimento Fanteria. Questa nuova formazione, legata idealmente alle gloriose tradizioni dei reggimenti piemontesi, veniva costituita grazie al contributo di due battaglioni ceduti dal 15° e 16° Fanteria. La scelta di Alessandria come luogo di nascita del reggimento non era casuale, in quanto la città piemontese rappresentava un importante centro militare e strategico.
L'anno 1926 segnò una svolta significativa nella storia del 25° Reggimento Fanteria "Bergamo". Con l'entrata in vigore della legge del 11 marzo, che prevedeva una profonda riorganizzazione dell'esercito italiano, il destino del reggimento fu segnato. Il 20 ottobre dello stesso anno, dopo anni di servizio e di sacrifici, il 25° Reggimento venne sciolto. Questa decisione, frutto di una complessa riforma militare voluta dal regime fascista, mirava a razionalizzare le forze armate e a creare un esercito più efficiente e moderno. Tuttavia, per i soldati del 25° Reggimento e per tutti coloro che ne avevano fatto parte, lo scioglimento rappresentò un duro colpo. Anni di storia, di tradizioni e di affetti venivano bruscamente interrotti. Nonostante lo scioglimento, l'eredità del 25° Reggimento non andò perduta. I suoi battaglioni, infatti, non vennero del tutto smantellati, ma furono assorbiti da altri reparti. Un battaglione fu assegnato al 26° Reggimento, mentre un altro fu trasferito al 152°. In questo modo, una parte della storia e delle tradizioni del 25° Reggimento continuò a vivere all'interno di queste nuove unità. 
Il 24 maggio 1939, in un'Europa sull'orlo del baratro, una nuova pagina veniva scritta nella storia del 25° Reggimento Fanteria "Bergamo". A distanza di oltre un decennio dallo scioglimento, il reggimento veniva ricostituito nell'ambito di una vasta riorganizzazione delle forze armate italiane, in vista di un conflitto che si profilava all'orizzonte.
La ricostituzione del 25° Reggimento rispondeva all'esigenza di rafforzare l'esercito italiano, chiamato a fronteggiare le crescenti tensioni internazionali. Il reggimento, insieme al 26° Reggimento Fanteria e al 4° Reggimento Artiglieria da montagna, venne inquadrato nella Divisione di Fanteria "Bergamo" (15ª), un'unità militare destinata a svolgere un ruolo di primo piano nei conflitti a venire.

### Nella prima guerra mondiale (1915-1918)

#### 1915
L'anno 1915 segna l'ingresso dell'Italia nel conflitto mondiale. La Brigata Bergamo, fin dalle prime battute, si trova a operare su uno dei fronti più sanguinosi e impegnativi: quello isontino. Le battaglie di Santa Lucia e Santa Maria di metà agosto e novembre, combattute nella zona di Tolmino, sono un duro banco di prova per i fanti bergamaschi. Le trincee, scavate nelle rocce, diventano il loro nuovo habitat, e gli scontri si svolgono in condizioni estreme, tra fango, freddo e un continuo bombardamento nemico. Nonostante le perdite, la Brigata dimostra grande tenacia e determinazione, contribuendo a consolidare le posizioni italiane.

#### 1916
Il 1916 è un anno segnato dalla guerra di posizione. La Brigata Bergamo continua a essere impegnata nelle zone di Santa Maria di Tolmino e Ciginj, dove si combatte per il controllo di ogni metro di terreno. Le trincee, ormai consolidate, diventano vere e proprie città sotterranee, dove i soldati vivono e combattono in condizioni di grande precarietà. Le offensive italiane, seppur eroiche, non riescono a sfondare le linee nemiche, e il fronte si stabilizza su posizioni di stallo.

#### 1917
Il 1917 è un anno cruciale. In maggio, la Brigata Bergamo conquista con successo le posizioni di Flondar, assicurandosi il controllo di importanti tratti di trincea. In agosto, partecipa ai combattimenti di Raccogliano e San Marco di Gorizia, contribuendo all'avanzata italiana. Tuttavia, la grande offensiva austro-ungarica di Caporetto mette a dura prova le truppe italiane. La Brigata Bergamo combatte con valoroso per contenere l'avanzata nemica, ma è costretta a ripiegare. A fine ottobre, contribuisce a frenare la spinta offensiva nemica sulle posizioni di Pozzuolo del Friuli, evitando un disastro ancora più grande.

#### 1918
Il 1918 è l'anno della svolta. La Brigata Bergamo, dopo aver subito pesanti perdite, viene ricostituita e partecipa alla vittoriosa offensiva italiana. In giugno, è impegnata nelle battaglie di Meolo, San Pietro Novello e Fossalta di Piave. Successivamente, durante la battaglia di Vittorio Veneto, si distingue per il suo coraggio, conquistando importanti posizioni come Sasso Rosso e Monte Panarotta in Valsugana. La sua azione valorosa viene riconosciuta con una citazione sul bollettino di guerra.

### Nella seconda guerra mondiale (1940-1943)
Il 10 giugno 1940, data dell'entrata in guerra dell'Italia, il 25º Reggimento Fanteria "Bergamo" si presentava con una struttura organizzativa tipica delle unità di fanteria dell'epoca. L'organico prevedeva un comando di reggimento con annessa una compagnia comando responsabile della logistica e dei servizi amministrativi. Il cuore pulsante del reggimento erano i tre battaglioni fucilieri, ognuno composto da diverse compagnie. Queste unità, equipaggiate con fucili, mitragliatrici e armi anticarro, rappresentavano la forza d'urto del reggimento, destinata a condurre le operazioni offensive e difensive. A supporto dei battaglioni fucilieri operava una compagnia mortai da 81mm. Armati con obici leggeri, questi reparti avevano il compito di fornire un fuoco di copertura alle truppe di fanteria, neutralizzando le postazioni nemiche e sostenendo le avanzate. Completava l'organico una batteria di armi di accompagnamento da 65/17. Dotata di cannoni anticarro, questa unità aveva il compito di contrastare i mezzi corazzati avversari, garantendo così una maggiore protezione alla fanteria. Questa configurazione organica conferiva al 25º Reggimento una notevole flessibilità operativa, consentendogli di affrontare una vasta gamma di missioni sul campo di battaglia, dalla difesa di posizioni statiche agli attacchi frontali. L'armamento misto, che combinava armi individuali, mortai e cannoni anticarro, rendeva il reggimento un'unità autonoma e autosufficiente.
Il 25º Reggimento Fanteria "Bergamo", dopo la sua ricostituzione nel 1939, venne inviato in Jugoslavia con l'obiettivo di occupare e pacificare il territorio, operando principalmente in attività di presidio e controguerriglia. I soldati bergamaschi si trovarono a fronteggiare una realtà complessa e ostile, caratterizzata da una forte resistenza da parte della popolazione locale, sostenuta dai partigiani jugoslavi. Tuttavia, gli eventi che portarono all'armistizio dell'8 settembre 1943 sconvolsero profondamente la situazione. L'Italia si ritrovò divisa in due e il fronte interno si sgretolò. Il 25º Reggimento, come molte altre unità italiane, si trovò in una posizione estremamente precaria. Molti soldati decisero di disertare o di unirsi ai partigiani, mentre altri cercarono di rientrare in Italia.
Il 27 settembre 1943, in piena confusione, il 25º Reggimento Fanteria "Bergamo" venne sciolto in Dalmazia, nella zona di Spalato. La fine del reggimento fu segnata da una profonda amarezza e da un senso di sfiducia nei confronti delle istituzioni. Molti soldati persero la vita o furono fatti prigionieri dai tedeschi o dai partigiani.

## Sedi
- Borgonovo Val Tidone (sede distaccata, 1915-1918)[3]
- Parenzo (1923-1926)
- Fiume (1939-1943)